# Аполлонов Олексій Іванович
Олексíй Івáнович Аполлóнов (нар. 6 квітня 1962, Київ) — український живописець, графік. Живе та працює в Києві. Син художника Івана Аполлонова.

## Біографія
Народився в 1962 році в Києві в мистецькій родині. Вчився в художній студії видатного майстра українського модерну Віктора Зарецького. Закінчив Українську академію мистецтва у 1986 р., Київ (нині Національна академія образотворчого мистецтва і архітектури) за спеціальністю монументальний живопис в класі Віктора Шаталіна.
Член Національної спілки художників України з 1992 р.
Дружина — художниця Олена Придувалова.

## Творчість
Його творчість відрізняється багатою палітрою жанрів — примітивізм, абстрактний, нефігуративний живопис, портрети й натюрморти, сюжетні композиції, пейзажі. Експериментував з кольором під впливом фовістів.
Чільне місце у творчості художника посідають біблійні мотиви.
Один з членів-фундаторів творчого об'єднання групи «Синій Жовтень».
У своєму ставленні до мистецтва художник підкреслює важливість подиву, зацікавленості митця в світі навколо нього в усьому його різнобарв'ї, захопленості своєю роботою:
|  | Головне — захопленість. Художник має бути враженим і захопленим. Усі ми — імпресіоністи, по суті. Всі ми вражені — життєвими обставинами, мистецтвом своїх колег, навіть інтернетом чи телебаченням — це все джерело натхнення. Інша справа — що ти обереш і як подаси. Ти під час роботи маєш бути постійно здивованим. Тут таємниці немає. Якщо цікаво тобі — тоді цікаво й усім. |
|  | Художник — це все одно ремесло. А всяке ремесло — це робота. Із Середньовіччя тут нічого не змінилося. Усе має право бути, все цікаво, все гідне уваги, і ніяких проблем я з цим не бачу. Але поки є стіни, то картини на них мають бути. Поки є стіна — є й художник. |

### Живописні цикли
Серії «Євангелісти», «Абстрактний цикл» (1991–93), «Портрети» (1994–95), «Майстерня художника» (1995–96), «Інфанти» (1996–97), «Самотність», «Човни», «Міський пейзаж», «Купель» (усі — 1997–98), «Біблійні сюжети», «Повернення сина», «Ванна кімната» (усі — 1998–99), «Кримські канікули» (2002, Галерея РА, Київ), «Біополе» (2016).
Цикл «Інфанти» — це не тільки омаж славетному полотну Веласкеса, яке надихало багатьох живописців XX століття, як то Мілле, Пікассо, Сальвадор Далі, Франц фон Мач тощо, але, за словами мистецтвознавця Дани Пінчевської, цей цикл є «розмовою про аристократію в країні, де немає ніякої аристократії. Це бесіда про шедевр з колекції одного з найкращих музеїв Києва, — міста, де народився і виріс художник. Зрештою його „Інфанта“ — це міркування про те, як бути з довершеністю художньої форми в контексті художнього дискурсу, який мало переймається питаннями довершеності форми», .

### Графіка
Серії «Художник і модель» (1991–93), «Створення людини», «Полювання», «Художник та муза» (усі — 1998–99).

## Роботи в музеях та галереях
Твори зберігаються в Київському музеї російського мистецтва (Київ, Україна), Запорізькому художньому музеї (Запоріжжя, Україна), Карась Галереї (Київ, Україна), Галереї «Триптих» (Київ, Україна), Галереї «RA» (Київ, Україна)

## Цікаві факти
У 2007 році підписав звернення до Президента України «Захистимо Андріївський узвіз».